# Canton de Lyon-V
Le canton de Lyon-V est une ancienne division administrative française située dans le département du Rhône en région Rhône-Alpes.

## Composition
Le canton de Lyon-V correspond au 5e arrondissement de Lyon et comprenait les quartiers du Vieux Lyon (secteurs Saint-Paul, Saint-Jean, Saint-Georges), de Fourvière (y compris les secteurs Sarra et Loyasse), de Saint-Just, de Saint-Irénée, du Point du Jour, de Ménival, des Battières, ainsi que la partie sud de Champvert et la partie nord de La Plaine (quartier à cheval sur Lyon et Sainte-Foy-lès-Lyon).

## Histoire
Le canton de Lyon 6 est renommé Lyon-V par le décret du 28 février 2000.
Il disparaît le 1er janvier 2015 avec la création de la métropole de Lyon.

## Représentation

### Conseillers généraux de 1833 à 2015
| Période                                  | Période                   | Identité                                  | Étiquette                         | Qualité |
| ---------------------------------------- | ------------------------- | ----------------------------------------- | --------------------------------- | --- |
| Les données manquantes sont à compléter. |                           |                                           |                                   | |
| 1833                                     | 1833 (démission)          | Jean-Claude Fulchiron                     | Conservateur                      | Propriétaire à Paris et à Lyon, député (1831-1845) Membre du Conseil Général des manufactures Pair de France (1845-1848) Elu également dans le Canton de Lyon-V |
| 1833                                     | 1837 (décès)              | Claude Julien Baudrier (1785-1837)        |                                   | Président du Tribunal civil de Lyon |
| 1837                                     | 1842                      | Jean Jacques Desprez (1794-1879)          |                                   | Avocat (bâtonnier) à Lyon, conseiller d'arrondissement |
| 1842                                     | 1848                      | Christophe Martin                         | Centre ministériel                | Conseiller honoraire à la Cour Royale Maire de Lyon (1835-1840) Député (1842-1848)                                                                              |
| 1848                                     | 1853 (démission d'office) | Gabriel Édant (1801-1863)                 | Républicain Socialiste Babouviste | Commerçant et fabricant en soieries Conseiller municipal de Lyon Démis de son mandat pour avoir refusé de prêter serment à l'Empereur Napoléon III              |
| 1853                                     | 1857 (décès)              | Jacques Pierre Tourret (1807-1857)        |                                   | Avocat, rue Saint-Jean à Lyon |
| 1858                                     | 1863 (décès)              | Jean Jacques Eugène Lagrange (1804-1863)  |                                   | Premier Président de la Cour Impériale de Riom |
| 1863                                     | 1871                      | Jean-Marie Bacot (1800-1884)              |                                   | Avocat à Lyon, ancien bâtonnier de l'ordre |
| 1871                                     | 1878 (décès)              | Pierre Durand                             | Gauche                            | Médecin, officier de santé Député (1876-1878) |
| 1878                                     | 1904                      | Etienne Scipion Causse (1818-1913)        | Rad.                              | Adjoint au Maire de Lyon Président du Conseil Général (1877-1886)                                                                                               |
| 1904                                     | 1928                      | Paul Duquaire                             | Gauche républicaine               | Avocat Sénateur (1920-1927) |
| 1928                                     | 1940                      | Francisque Antoine Augros                 | RG                                | Médecin militaire, conseiller municipal de Lyon Nommé conseiller départemental en 1942                                                                          |
|                                          |                           |                                           |                                   | |
| 1945                                     | 1949                      | Philomène Magnin                          | MRP                               | Employée Adjointe au maire de Lyon Administrateur des hospices civils                                                                                           |
| 1949                                     | 1961                      | Édouard Boisson de Chazournes (1900-1981) | RPF puis DVD                      | Soyeux à Lyon |
| 1961                                     | 1985                      | Philomène Magnin                          | MRP puis CD puis UDF-CDS          | Adjointe au maire de Lyon |
| 1985                                     | 2004                      | Bernadette Isaac-Sibille                  | UDF-CDS puis DVD                  | Mère de famille nombreuse Députée (1988-2002) Conseillère municipale de Lyon Maire du 5e arrondissement (1983-1989)                                             |
| 2004                                     | 2008 (démission)          | Michel Havard                             | UMP                               | Cadre du secteur privé Député (2007-2012) Conseiller municipal de Lyon                                                                                          |
| 2008                                     | 2014                      | Thomas Rudigoz                            | MoDem puis DVG                    | Ancien directeur de cabinet d'Anne-Marie Comparini Conseiller municipal de Lyon Maire du 5e arrondissement (2014-2017)                                          |

### Conseillers d'arrondissement (de 1833 à 1940)
| Période                                  | Période | Identité                              | Étiquette          | Qualité |
| ---------------------------------------- | ------- | ------------------------------------- | ------------------ | --- |
| 1833                                     | 1837    | Jean Jacques Desprez fils (1794-1879) |                    | Avocat près la Cour royale de Lyon                                                                          |
| 1837                                     |         | Fleury Falconnet (1785-1849)          |                    | Architecte à Lyon, propriétaire Quai Humbert                                                                |
|                                          |         |                                       |                    | |
| 28 mai 1876                              | 1880    | Pierre Louis Bertholet                |                    | Négociant à Lyon, ancien capitaine de la première région du Rhône                                           |
| 1880                                     | 1901    | Marin Poncet (?-1910)                 | Républicain        | Président du Conseil d'arrondissement, suppléant de la justice de paix                                      |
| 1901                                     | 1925    | Jean Cottier                          | Républicain Modéré | Négociant                                                                                                   |
| 1925                                     | 1937    | Auguste Thézillat                     | Radical            | Expert-comptable à Lyon, Président de l'association des sociétés de gymnastique du Rhône                    |
| 1937                                     | 1940    | François Bertras (1873-1945)          | SFIO               | Ouvrier affûteur à l'Arsenal de Lyon                                                                        |
| 1940                                     |         |                                       |                    | Les conseils d'arrondissement ont été suspendus par la loi du 12 octobre 1940 et n'ont jamais été réactivés |
| Les données manquantes sont à compléter. |         |                                       |                    | |

## Évolution démographique
| 2006   | 2011   | 2012   |
| ------ | ------ | ------ |
| 47 330 | 46 698 | 46 693 |